# Джафаров, Мамедтаги Ибрагим оглы
Мамедтаги Ибрагим оглы Джафаров (азерб. Məmmədtağı İbrahim oğlu Cəfərov) — азербайджанский учёный, почвовед, доктор сельскохозяйственных наук, академик НАНА, президент Общества интеллигенции Азербайджана, ректор Азербайджанского государственного аграрного университета (1983—1989 и 1995—2007).

## Биография
Мамедтаги Джафаров родился 15 июля 1936 года в селе Охчуоглы Амасийского района Армянской ССР. Окончил среднюю школу в родном селе. В 1950—1954 году учился в Ереванском сельскохозяйственном техникуме. В 1954 году поступил на агрономический факультет Азербайджанского сельскохозяйственного института.
С 1959 года работал агрономом, ассистентом, доцентом, профессором, заведующим кафедрой в Азербайджанском сельскохозяйственном институте. В 1975 году получил звание профессора. С 1983 по 1989 год был ректором Азербайджанского сельскохозяйственного института. С 1989 года — профессор кафедры почвоведения, в 1989 году избран заведующим этой же кафедрой. В 1995 году вновь был назначен ректором Азербайджанского сельскохозяйственного института.
Скончался 18 июня 2007 года в Гяндже и был похоронен на старом кладбище Сабискар.

## Научная деятельность
Мамедтаги Джафаров в 1964 году защитил кандидатскую диссертацию, в 1973 году — докторскую диссертацию. С 1989 года — член-корреспондент Академии наук Азербайджанской ССР, а в 2001 году избран действительным членом Академии наук Азербайджана.
Изучал проблемы фосфатов в земледелии Азербайджана, баланс питательных веществ в основных зонах земледелия республики. Им разработаны основы системы дифференцированного удобрения почв Азербайджана, даны рекомендации по составлению и использованию крупномасштабных почвенных карт, указаны принципы создания национальной системы мониторинга почв Азербайджана.
Автор 157 опубликованных научных работ. Под его руководством подготовлено 15 кандидатов, 2 доктора наук.

### Избранные научные труды
- М. И. Джафаров. Почвоведение. — Баку: Маариф, 1982.

- М. И. Джафаров. Рациональное применение фосфорных удобрений в основных земледельческих зонах Азербайджана. — Баку: АзНИИНТИ.

- М. И. Джафаров. Моделирование и прогнозирование плодородия почв Азербайджана. — Баку: Элм, 1997. — 302 с.

- М. И. Джафаров. Земельный фонд и его рациональное использование. — Баку: Элм, 1997.

- М. И. Джафаров, Г. А. Асланов. Влияние совместного применения природного цеолита с удобрениями на динамику питательных элементов в почве под картофелем (недоступная ссылка — история) // ИЗВЕСТИЯ АГРАРНОЙ НАУКИ. — 2006. — Т. 4. — С. 20—24. — ISSN 1512-1887.

- М. И. Джафаров, А. Д. Бабаева. Экологическая оценка почвы и связь между почвой и растительным покровом (недоступная ссылка — история) // ИЗВЕСТИЯ АГРАРНОЙ НАУКИ. — 2005. — Т. 3. — С. 87—90. — ISSN 1512-1887.